# Chamaedorea whitelockiana
Chamaedorea whitelockiana är en enhjärtbladig växtart som beskrevs av Donald R. Hodel och Natalie Whitford Uhl. Chamaedorea whitelockiana ingår i släktet Chamaedorea och familjen Arecaceae. Inga underarter finns listade i Catalogue of Life.